# Die Hard - Duri a morire
Die Hard - Duri a morire (Die Hard with a Vengeance) è un film statunitense del 1995 diretto da John McTiernan.
Interpretato da Bruce Willis, Samuel L. Jackson e Jeremy Irons, si tratta del terzo capitolo della saga che vede protagonista il poliziotto John McClane; è preceduto da Trappola di cristallo e 58 minuti per morire - Die Harder, e seguìto da Die Hard - Vivere o morire e Die Hard - Un buon giorno per morire.
In Italia è uscito il 27 ottobre 1995 distribuito da Cecchi Gori Group.

## Trama
Un grande magazzino Bonwit Teller nel centro di New York salta in aria: mentre la polizia si arrovella per organizzare i soccorsi e cercare di risalire al responsabile, arriva una misteriosa telefonata. L'interlocutore, che si fa chiamare Simon, pretende che John McClane, poliziotto sospeso dal servizio, sia immediatamente reintegrato e giri per le strade di Harlem con un vistoso cartello con sopra scritti degli insulti razziali, minacciando di far esplodere un nuovo ordigno nel caso in cui le sue richieste non vengano esaudite. John, in preda ai postumi di una sbornia, viene prelevato in tutta fretta dai suoi colleghi e lasciato in una strada del quartiere di Harlem, rischiando di essere linciato da un gruppo di ragazzi di colore indispettiti dalla scritta razzista sul cartello. A salvarlo accorre un negoziante, Zeus Carver, anch'egli di colore: la sua "intromissione" sarà "punita" da Simon, a questo punto, con l'entrata in gioco di questi al fianco di McClane.
I due improvvisati compagni di avventura riescono a malapena a far sì che un altro terribile attentato, consumato poco dopo all'interno della metropolitana a breve distanza da Wall Street e dalla Federal Reserve, non faccia nuove vittime. Intervengono anche i federali, allo scopo di identificare l'attentatore; si scopre così che il fantomatico Simon altri non è che il fratello maggiore del defunto Hans Gruber, l'ex terrorista tedesco che McClane aveva eliminato anni prima a Los Angeles, e lascia intendere che vuole a tutti i costi portare a termine la sua vendetta personale nei confronti di John. Simon aggiunge di aver nascosto un altro micidiale ordigno in una scuola di New York e tiene sotto scacco l'intero corpo di polizia, McClane e Zeus sottoponendoli a una serie di indovinelli per scoprire quale sia la scuola e rintracciare la bomba.
McClane, in seguito, scoprirà che dietro il desiderio di vendetta di Simon Gruber si cela qualcosa di grosso: il suo scopo è quello di distogliere l'attenzione della polizia con la bomba nella scuola (che poi si rivelerà infatti un bluff) al fine di realizzare il suo vero piano. Favorito dal caos generato dall'attentato alla metropolitana e dal fatto che le forze dell'ordine siano occupate a perlustrare le centinaia di scuole della città, Simon ripulisce il caveau della Federal Reserve, dove sono custoditi migliaia di lingotti d'oro. Successivamente, una volta scoperto da McClane, fa credere a tutti che intende farli saltare in aria in una nave nella baia di New York, provocando così una catastrofe nei mercati borsistici mondiali. McClane, con molta fatica e a prezzo di immani rischi per la propria vita, alla fine riuscirà, con l'aiuto di Zeus, a impedire che Simon, rifugiatosi sulla frontiera tra il Québec e gli USA, porti via con sé il preziosissimo carico, e a ucciderlo facendo precipitare il suo elicottero, mentre i suoi scagnozzi vengono tutti arrestati.

## Produzione
Il film è stato girato a New York, nel Bronx (Yankee Stadium), a Brooklyn e a Manhattan (Central Park).
La scritta sul cartello, con la quale McClane deve camminare durante le prime scene del film girate ad Harlem, era in realtà «Odio tutti», ed è stata modificata solo in post-produzione con «Odio i negracci» («I hate niggers») al fine di evitare che qualcuno del quartiere, non sapendo del film, interrompesse le riprese per protestare.

## Distribuzione
Die Hard - Duri a morire è stato distribuito nelle sale cinematografiche statunitensi dal 19 maggio 1995. In Italia è uscito in anteprima estiva a Ostia il 19 agosto dello stesso anno, all'interno della rassegna di film "Il cinema al mare, il mare nel cinema", per poi essere distribuito in tutte le sale del Paese dal successivo 27 ottobre.

## Accoglienza

### Incassi
Il film ha ottenuto un ottimo successo al botteghino, incassando più di 366 milioni di dollari, di cui 100 in patria e più di 266 all'estero. È stato il maggiore incasso dell'anno, seguito da Toy Story - Il mondo dei giocattoli.